# 普宁豆酱
普宁豆酱是中華人民共和國廣東省揭阳市普寧市故城洪陽生產的一種豆醬，原料為黃豆、食鹽、麵粉，製作工藝為發酵和曬製。豆醬製成後顏色為金黃色，可以作為食用魚、肉時的佐料。
明末清初時，普宁出現生產普宁豆酱的醬園和作坊。1840年，方書哲在普寧洪陽東門開設生產和銷售普宁豆酱的源興號醬園。中華民國大陸時期，普宁洪陽已出現十多家普宁豆酱商號。1950年代，普宁的12間普宁豆酱商號組成洪陽醬油聯營社共同生產普宁豆酱。2009年1月，普宁豆酱製作技藝被列為廣東省第三批省級非物質文化遺產名錄。2013年，洪陽松興豆醬廠憑藉自身的普宁豆酱製作技藝被列為廣東省級非物質文化遺產生產性保護示範基地。